# Living Biblically
Living Biblically è una serie televisiva statunitense del 2018, ideata da Patrick Walsh, prodotta dall'attore Johnny Galecki (il Leonard Hofstadter di The Big Bang Theory) e basata sul best seller di A. J. Jacobs, Un anno vissuto biblicamente (The Year of Living Biblically).

## Trama
La serie racconta in chiave comica la vita e le vicende di un critico cinematografico sposato e in procinto di diventare padre per la prima volta, in seguito alla sua decisione di vivere seguendo alla lettera quanto scritto nella Bibbia, in modo da poter migliorare sé stesso ed essere così pronto a essere un buon padre.

## Episodi
| Stagione       | Episodi | Prima TV originale | Prima TV Italia |
| -------------- | ------- | ------------------ | --------------- |
| Prima stagione | 13      | 2018               | 2018            |

## Personaggi e interpreti

### Personaggi principali
- Chip Curry, interpretato da Jay R. Ferguson
- Leslie Curry, interpretata da Lindsey Kraft
- Padre Gene, interpretato da Ian Gomez
- Rabbi Gil Ableman, interpretato da David Krumholtz
- Vince, interpretato da Tony Rock
- Ms. Meadows, interpretata da Camryn Manheim

### Personaggi ricorrenti
- Cheryl, interpretata da Sara Gilbert

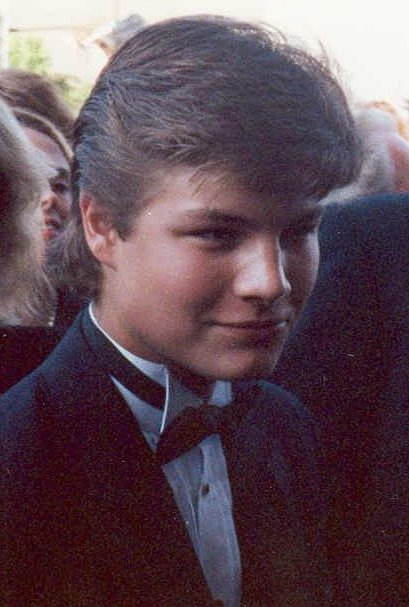
Jay R. Ferguson, interprete di Chip Curry
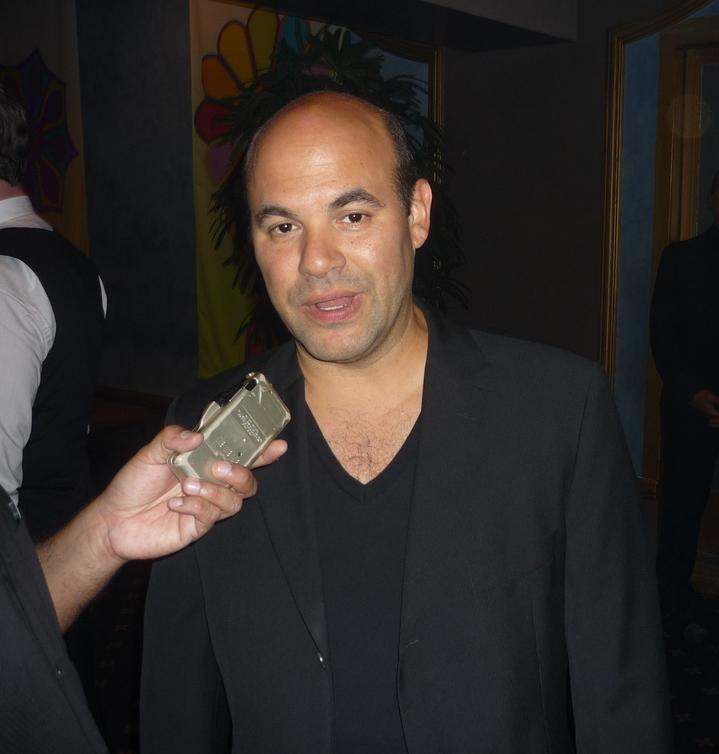
Ian Gomez, interprete di Padre Gene
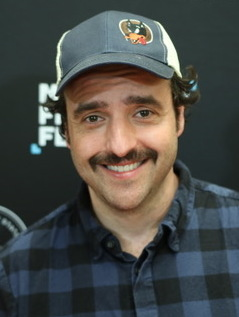
David Krumholtz, interprete di Rabbi Gil Ableman
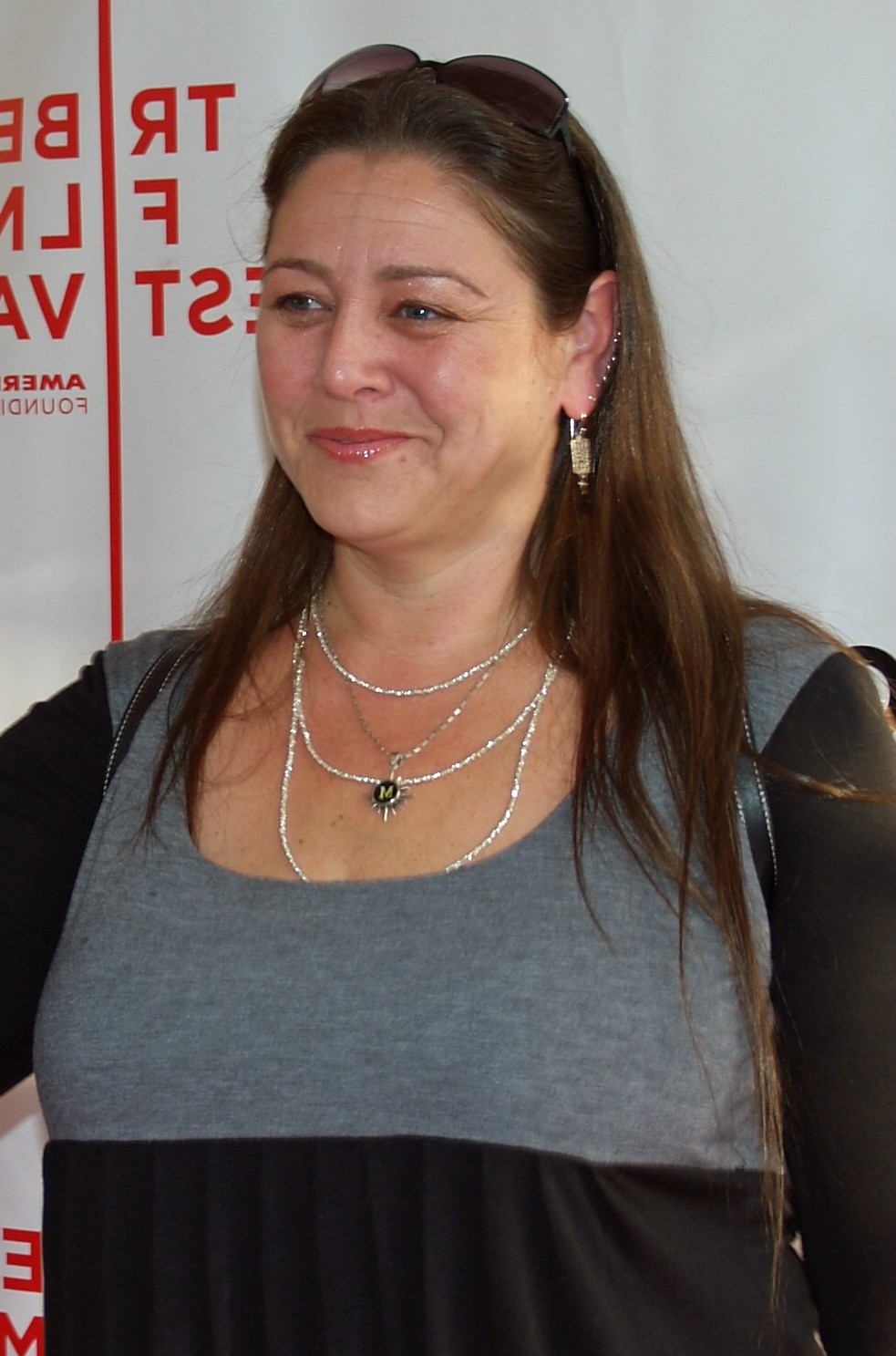
Camryn Manheim, interprete di Ms. Meadows
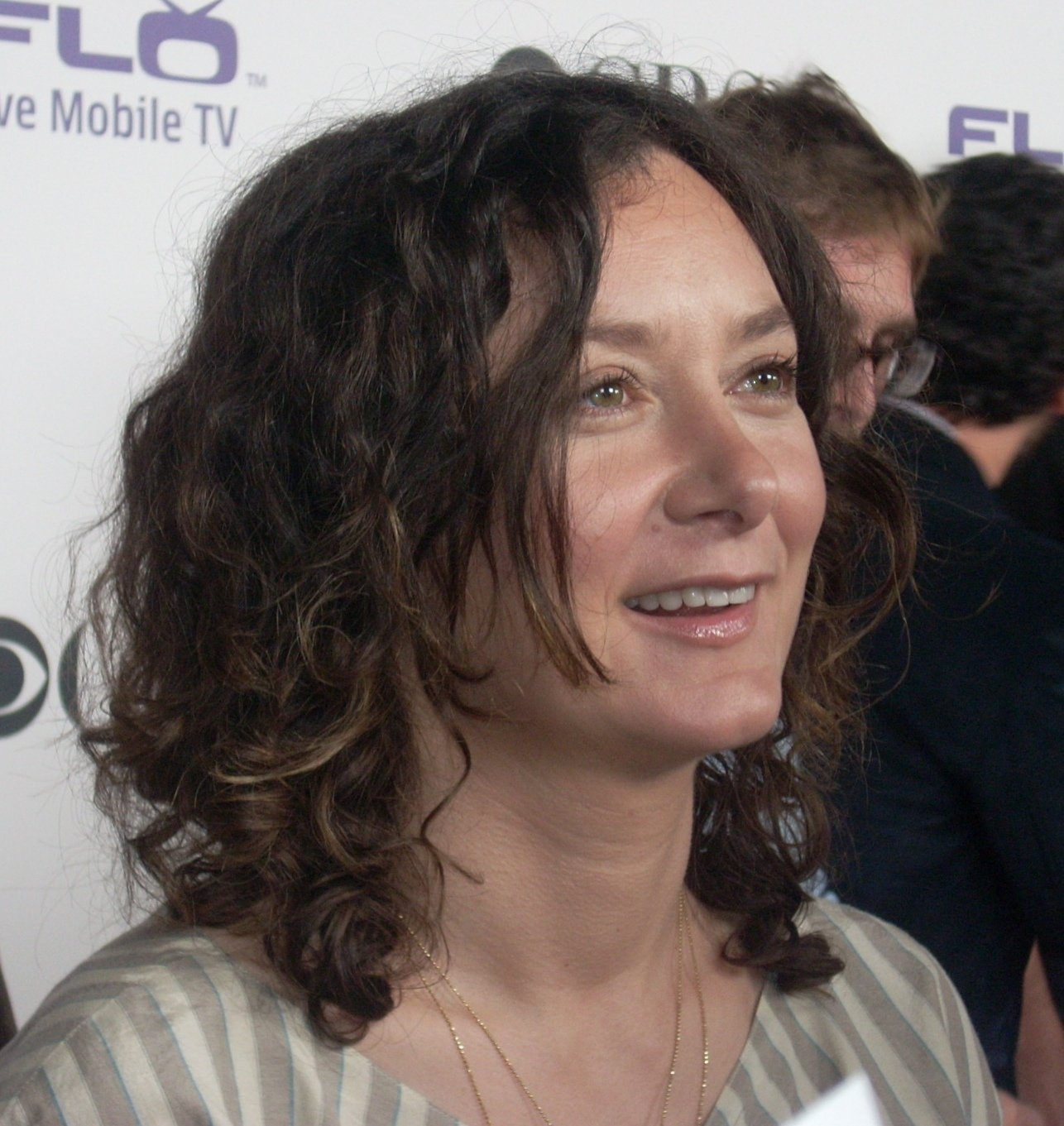
Sara Gilbert, interprete di Cheryl

## Distribuzione
La serie è stata trasmessa per una sola stagione sulla CBS dal 26 febbraio 2018. L'11 maggio la serie viene cancellata dopo 8 episodi trasmessi su 13 a causa dei bassi ascolti. I rimanenti 5 episodi, sono stati trasmessi dal 7 al 21 luglio.
In Italia, la serie è stata trasmessa su Joi dal 26 luglio 2018. In chiaro venne trasmessa su Italia 1 dal 31 agosto 2019 ogni sabato e domenica alle 6:55 circa.